# NBA All-Star Game 2010
Das NBA All-Star Game 2010 fand am 14. Februar 2010 in Arlington (im Großraum von Dallas, Texas) statt. Das 59. All-Star Game wurde während der Saison 2009–2010 im Cowboys Stadium ausgetragen, der Heimstätte der NFL-Mannschaft Dallas Cowboys, und erzielte mit 108.713 Zuschauern die größte Kulisse aller Zeiten für ein Basketball-Spiel.
Die Vergabe des All-Star Games nach Dallas wurde von Commissioner David Stern am 30. Oktober 2008 bekanntgegeben. Das NBA All-Star Game 1986 war das bisher letzte und einzige All-Star Game, das im Großraum Dallas-Fort-Worth-Arlington stattfand.
Das All-Star Weekend begann am 12. Februar 2010 mit der Austragung des Celebrity Game und der Rookie Challenge. Am Samstag wurde die Veranstaltung dann mit der All-Star Saturday Night fortgesetzt. Während der All-Star Saturday Night fand die Shooting Stars Competition, die Skills Challenge, der Three-Point Shootout, der Slam Dunk Contest und die H–O–R–S–E Competition statt. Des Weiteren fand die D-League Dream Factory Friday Night am Freitag statt und das D-League All-Star Game am Samstag.
Beim All-Star Game gewann die Auswahl der Eastern Conference das Spiel mit 141:139. Dwyane Wade wurde als wertvollster Spieler der Partie gewählt. Die Rookie Challenge konnten die Rookie’s erstmals seit 2002 wieder gewinnen und Tyreke Evans wurde zum MVP ernannt. Bei der All-Star Saturday Night konnte Paul Pierce den Three-Point Shootout gewinnen, Steve Nash die Skills Challenge und Nate Robinson zum dritten Mal den Slam Dunk Contest. Die Shooting Stars Competition wurde von der Mannschaft aus Texas gewonnen. Kevin Durant konnte erneut die H–O–R–S–E Competition gewinnen.

## All-Star Game

### Kader
| Pos.          | Spieler           | Mannschaft             | Teilnahme | Stimmen   |
| Starter       | Starter           | Starter                | Starter   | Starter   |
| ------------- | ----------------- | ---------------------- | --------- | --------- |
| PG            | Steve Nash        | Phoenix Suns           | 7.        | 1.222.235 |
| SG            | Carmelo Anthony   | Denver Nuggets         | 3.        | 2.137.560 |
| SF            | Dirk Nowitzki     | Dallas Mavericks       | 9.        | –         |
| PF            | Tim Duncan        | San Antonio Spurs      | 12.       | 1.156.696 |
| C             | Amar'e Stoudemire | Phoenix Suns           | 5.        | 1.824.093 |
| Ersatzspieler |                   |                        |           |           |
| PG            | Chauncey Billups* | Denver Nuggets         | 5.        | –         |
| PG            | Jason Kidd*       | Dallas Mavericks       | 10.       | –         |
| PG            | Deron Williams    | Utah Jazz              | 1.        | –         |
| SF            | Kevin Durant      | Oklahoma City Thunder  | 1.        | –         |
| PF            | Zach Randolph     | Memphis Grizzlies      | 1.        | –         |
| PF/C          | Pau Gasol         | Los Angeles Lakers     | 3.        | –         |
| C             | Chris Kaman*      | Los Angeles Clippers   | 1.        | –         |
| Verletzte     |                   |                        |           |           |
| PG            | Chris Paul        | New Orleans Hornets    | 3.        | –         |
| SG            | Kobe Bryant       | Los Angeles Lakers     | 12.       | 2 456 224 |
| SG            | Brandon Roy       | Portland Trail Blazers | 3.        | –         |

* Spieler wurde nachnominiert.
Dirk Nowitzki und Joe Johnson starteten an Stelle von Kobe Bryant und Allen Iverson.

### Trainer
Für die Western Conference-Mannschaft war Denver-Nuggets-Trainer George Karl und für die Eastern Conference-Mannschaft Orlando-Magic-Trainer Stan Van Gundy zuständig.

### Statistiken
|            | POS | MIN   | FGM-A | 3PM-A | FTM-A | OFF | DEF | TOT | AST | PF | ST | TO | BS | BA | PTS |
| ---------- | --- | ----- | ----- | ----- | ----- | --- | --- | --- | --- | -- | -- | -- | -- | -- | --- |
| L. James   | F   | 32:28 | 10-22 | 1-6   | 4-4   | 1   | 4   | 5   | 6   | 1  | 4  | 2  | 0  | 0  | 25  |
| K. Garnett | F   | 12:43 | 2-4   | 0-0   | 0-0   | 0   | 3   | 3   | 2   | 0  | 0  | 2  | 1  | 0  | 4   |
| D. Howard  | C   | 27:24 | 7-10  | 1-2   | 2-3   | 0   | 5   | 5   | 1   | 4  | 0  | 1  | 3  | 0  | 17  |
| J. Johnson | G   | 17:50 | 4-8   | 2-5   | 0-0   | 0   | 1   | 1   | 1   | 0  | 2  | 0  | 0  | 0  | 10  |
| D. Wade    | G   | 31:20 | 12-16 | 0-1   | 4-6   | 3   | 3   | 6   | 11  | 4  | 5  | 3  | 0  | 1  | 28  |
| P. Pierce  |     | 11:36 | 3-6   | 2-3   | 0-0   | 0   | 0   | 0   | 0   | 0  | 1  | 1  | 0  | 0  | 8   |
| C. Bosh    |     | 29:08 | 9-16  | 0-0   | 5-7   | 2   | 8   | 10  | 1   | 0  | 2  | 3  | 0  | 0  | 23  |
| R. Rondo   |     | 19:49 | 2-3   | 0-0   | 0-0   | 1   | 0   | 1   | 5   | 1  | 1  | 2  | 0  | 0  | 4   |
| G. Wallace |     | 15:32 | 1-3   | 0-0   | 0-0   | 0   | 3   | 3   | 1   | 0  | 0  | 0  | 0  | 0  | 2   |
| D. Lee     |     | 12:26 | 2-3   | 0-0   | 0-0   | 0   | 2   | 2   | 1   | 1  | 0  | 3  | 0  | 0  | 4   |
| D. Rose    |     | 15:25 | 4-8   | 0-0   | 0-0   | 0   | 0   | 0   | 4   | 0  | 3  | 1  | 0  | 0  | 8   |
| A. Horford |     | 14:19 | 4-5   | 0-0   | 0-1   | 0   | 4   | 4   | 2   | 1  | 1  | 0  | 1  | 0  | 8   |

|               | POS | MIN   | FGM-A | 3PM-A | FTM-A | OFF | DEF | TOT | AST | PF | ST | TO | BS | BA | PTS |
| ------------- | --- | ----- | ----- | ----- | ----- | --- | --- | --- | --- | -- | -- | -- | -- | -- | --- |
| T. Duncan     | F   | 13:07 | 1-4   | 0-0   | 1-2   | 1   | 3   | 4   | 0   | 1  | 2  | 3  | 0  | 1  | 3   |
| D. Nowitzki   | F   | 27:43 | 8-15  | 0-1   | 6-6   | 0   | 4   | 4   | 2   | 2  | 1  | 2  | 0  | 0  | 22  |
| A. Stoudemire | C   | 19:57 | 5-10  | 0-0   | 2-2   | 3   | 7   | 10  | 0   | 0  | 1  | 2  | 0  | 1  | 12  |
| C. Anthony    | F   | 28:59 | 13-22 | 1-4   | 0-1   | 4   | 6   | 10  | 2   | 0  | 0  | 2  | 0  | 2  | 27  |
| S. Nash       | G   | 19:59 | 2-4   | 0-0   | 0-0   | 1   | 0   | 1   | 13  | 0  | 0  | 2  | 0  | 0  | 4   |
| P. Gasol      |     | 20:18 | 5-9   | 0-0   | 3-3   | 2   | 4   | 6   | 0   | 3  | 1  | 0  | 0  | 0  | 13  |
| C. Billups    |     | 25:44 | 6-11  | 5-8   | 0-0   | 0   | 0   | 0   | 5   | 1  | 1  | 2  | 0  | 0  | 17  |
| D. Williams   |     | 28:01 | 6-11  | 2-4   | 0-0   | 0   | 3   | 3   | 6   | 4  | 4  | 5  | 1  | 0  | 14  |
| K. Durant     |     | 20:17 | 7-14  | 1-3   | 0-0   | 1   | 4   | 5   | 0   | 0  | 0  | 2  | 0  | 1  | 15  |
| Z. Randolph   |     | 19:01 | 4-10  | 0-0   | 0-0   | 3   | 3   | 6   | 2   | 2  | 2  | 1  | 0  | 0  | 8   |
| C. Kaman      |     | 10:43 | 2-4   | 0-0   | 0-0   | 2   | 1   | 3   | 1   | 0  | 0  | 1  | 0  | 0  | 4   |
| J. Kidd       |     | 06:11 | 0-1   | 0-1   | 0-0   | 0   | 2   | 2   | 1   | 0  | 1  | 1  | 0  | 0  | 0   |

## All-Star Weekend
Bereits vor dem eigentlichen All-Star Game fanden kleinere Veranstaltungen und Wettbewerbe statt. Die jeweiligen Sieger sind hervorgehoben:

### T-MobileRookie Challenge
| Pos. | Spieler           | Mannschaft             |
| ---- | ----------------- | ---------------------- |
| G    | Eric Gordon       | Los Angeles Clippers   |
| G    | O. J. Mayo        | Memphis Grizzlies      |
| G    | Russell Westbrook | Oklahoma City Thunder  |
| G    | Anthony Morrow    | Golden State Warriors  |
| F    | Danilo Gallinari  | New York Knicks        |
| F    | Michael Beasley   | Miami Heat             |
| F/C  | Kevin Love        | Minnesota Timberwolves |
| C    | Brook Lopez       | New Jersey Nets        |
| C    | Marc Gasol        | Memphis Grizzlies      |

Die Rookies gewannen das Spiel mit 140:128.
Tyreke Evans wurde mit 26 Punkten und 6 Rebounds zum Rookie All-Star Game MVP gewählt. Er bestand aber darauf, sich die Trophäe mit DeJuan Blair, der 22 Punkte erzielt und 23 Rebounds gesichert hatte, zu teilen.

### SpriteSlam Dunk Contest
| Pos. | Spieler        | Mannschaft         | Größe  | Gewicht | Erste Runde | Erste Runde | Erste Runde | Finale        |
| Pos. | Spieler        | Mannschaft         | Größe  | Gewicht | 1. Dunk     | 2. Dunk     | Gesamt      | Stimmenanteil |
| ---- | -------------- | ------------------ | ------ | ------- | ----------- | ----------- | ----------- | ------------- |
| PG   | Nate Robinson  | New York Knicks    | 1,75 m | 82 kg   | 44          | 45          | 89          | 51 %          |
| SF   | DeMar DeRozan  | Toronto Raptors    | 2,01 m | 100 kg  | 42          | 50          | 92          | 49 %          |
| SG   | Shannon Brown  | Los Angeles Lakers | 1,93 m | 95 kg   | 37          | 41          | 78          | –             |
| SF   | Gerald Wallace | Charlotte Bobcats  | 2,01 m | 100 kg  | 38          | 40          | 78          | –             |

### Taco BellSkills Challenge
| Spieler           | Mannschaft            | Größe  | Gewicht |
| ----------------- | --------------------- | ------ | ------- |
| Brandon Jennings  | Milwaukee Bucks       | 1,85 m | 77 kg   |
| Steve Nash        | Phoenix Suns          | 1,91 m | 81 kg   |
| Deron Williams    | Utah Jazz             | 1,91 m | 94 kg   |
| Russell Westbrook | Oklahoma City Thunder | 1,91 m | 85 kg   |

### Foot LockerThree-Point Shootout
| Spieler          | Mannschaft            | 3er-Durchschnitt Saison '09-10 * | 3er Karriere-Durchschnitt * |
| ---------------- | --------------------- | -------------------------------- | --------------------------- |
| Chauncey Billups | Denver Nuggets        | 42,5 %                           | 39,0 %                      |
| Daequan Cook     | Miami Heat            | 32,8 %                           | 36,0 %                      |
| Channing Frye    | Phoenix Suns          | 42,3 %                           | 39,5 %                      |
| Stephen Curry    | Golden State Warriors | 41,7 %                           | 41,7 %                      |
| Paul Pierce      | Boston Celtics        | 43,9 %                           | 36,9 %                      |
| Danilo Gallinari | New York Knicks       | 39,4 %                           | 40,2 %                      |

* Stand: 23. Februar 2010

### H-O-R-S-E-Challenge
| Spieler      | Mannschaft            | Größe  | Gewicht |
| ------------ | --------------------- | ------ | ------- |
| Rajon Rondo  | Boston Celtics        | 1,85 m | 78 kg   |
| Omri Casspi  | Sacramento Kings      | 2,06 m | 102 kg  |
| Kevin Durant | Oklahoma City Thunder | 2,06 m | 97 kg   |

### HaierShooting Stars Competition
| NBA-Spieler                      | WNBA-Spieler                                | Ehemaliger NBA-Spieler             | Mannschaft       |
| -------------------------------- | ------------------------------------------- | ---------------------------------- | ---------------- |
| Dirk Nowitzki (Dallas Mavericks) | / Becky Hammon (San Antonio Silver Stars)   | Kenny Smith (Houston Rockets)      | Team Texas       |
| Pau Gasol (Los Angeles Lakers)   | Marie Ferdinand-Harris (Los Angeles Sparks) | Brent Barry (Los Angeles Clippers) | Team Los Angeles |
| Joe Johnson (Atlanta Hawks)      | Angel McCoughtry (Atlanta Dream)            | Steve Smith (Atlanta Hawks)        | Team Atlanta     |
| Tyreke Evans (Sacramento Kings)  | Nicole Powell (Sacramento Monarchs)         | Chris Webber (Sacramento Kings)    | Team Sacramento  |